# Poggio Terza Armata
Poggio Terza Armata (Sdraussine in friulano standard, Sdràussina in friulano goriziano e in dialetto bisiaco, Zdravščine in sloveno) è una frazione del comune di Sagrado (GO), nella regione Friuli-Venezia Giulia. Si trova tra Sagrado e Savogna d'Isonzo.
La località deve questo nome al fatto che nel primo conflitto mondiale, dopo essere stata conquistata dal Regio Esercito, fu luogo del quartier generale della terza armata italiana. Il nome precedente, adottato sino al 1923, era Sdraussina o Sdraučina ad avvalorare le origini slave-celtiche del nome.
Il piccolo paese è situato tra il fiume Isonzo ed il monte San Michele: questi luoghi sono entrati nella storia come uno dei fronti della Prima Guerra Mondiale, dove molte battaglie videro l'armata italiana attaccante contro l'armata austroungarica difendente.
Il dialetto locale, sdraussenâr, oggi quasi scomparso, appartiene al friulano, mentre nei centri vicini dominano il bisiaco (un dialetto dalle sfumature tedesco-sloveno-veneto) e lo sloveno.